# Абу Мухаммад Абд ал-Мумін
Абу Мухаммад Абд ал-Мумін (араб. أبو محمد عبد المؤمن; д/н — 1490) — 23-й султан і 22-й халіф Держави Хафсідів у 1489—1490 роках.

## Життєпис
Онук халіфа Усмана I та син Абу Саліма Ібрагіма. Про нього відомостей обмаль. 1489 році скористався складною ситуацією в державі, викликаною повстаннями арабських і берберських племен, повлаив свого стриєчного брата — халіфа Абу Закарію Ях'ю III, захопивши владу.
Загалом намагався дотримуватися політики діда, зокрема 1490 року виступив посередником початку перемовин у війні між Османською імперією та мамлюками Єгипту. Втім не зміг здобути широкої підтримки. Тому вже 1490 року проти нього влаштував змову небіж Абу Ях'я Закарія, що вбив Абд ал-Муміна, захопивши трон.